# Salvador Dalí (película)
Salvador Dalí (de 1966) es una película experimental dirigida por el artista estadounidense Andy Warhol. La película, con treinta y cinco minutos de duración, muestra al pintor español surrealista Salvador Dalí visitando  "The Factory" (el antiguo estudio de Andy Warhol en Nueva York) y conociendo la banda de rock, The Velvet Underground.
La película fue filmada en abril de 1966.